# Oxira rubicilia
Oxira rubicilia là một loài bướm đêm trong họ Noctuidae.